# Dutch Open 2001 - Qualificazioni singolare
Le qualificazioni del singolare  del Dutch Open 2001 sono state un torneo di tennis preliminare per accedere alla fase finale della manifestazione. I vincitori dell'ultimo turno sono entrati di diritto nel tabellone principale. In caso di ritiro di uno o più giocatori aventi diritto a questi sono subentrati i lucky loser, ossia i giocatori che hanno perso nell'ultimo turno ma che avevano una classifica più alta rispetto agli altri partecipanti che avevano comunque perso nel turno finale.
Le qualificazioni del torneo Dutch Open 2001 prevedevano 32 partecipanti di cui 4 sono entrati nel tabellone principale.

## Teste di serie
1. Nicolas Coutelot (primo turno)
2. Irakli Labadze (secondo turno)
3. Juan Antonio Marín (Qualificato)
4. Hugo Armando (primo turno)

1. Fernando González (secondo turno)
2. Dennis van Scheppingen (Qualificato)
3. Johan Settergren (ultimo turno)
4. Martín Rodríguez (ultimo turno)

## Qualificati
1. Juan Ignacio Chela
2. Dennis van Scheppingen

1. Juan Antonio Marín
2. Olivier Mutis

## Tabellone

### Legenda
| - Q = Qualificato - WC = Wild card - LL = Lucky loser | - ALT = Alternate - SE = Special Exempt - PR = Protected Ranking | - w/o = Walkover - r = Ritirato - d = Squalificato |

### Sezione 1
|  | Primo turno     | Primo turno        | Primo turno        | Primo turno | Primo turno |  |  | Secondo turno      | Secondo turno      | Secondo turno      | Secondo turno    | Secondo turno    |   |   | Ultimo turno | Ultimo turno       | Ultimo turno       | Ultimo turno | Ultimo turno |  |
|  |                 |                    |                    |             |             |  |  |                    |                    |                    |                  |                  |   |   |              |                    |                    |              |              |  |
|  |                 | Juan Ignacio Chela | Juan Ignacio Chela | 6           | 6           |  |  |                    |                    |                    |                  |                  |   |   |              |                    |                    |              |              |  |
|  | 1               | Nicolas Coutelot   | Nicolas Coutelot   | 2           | 0           |  |  | Juan Ignacio Chela | Juan Ignacio Chela | Juan Ignacio Chela | 6                | 6                |   |   |              |                    |                    |              |              |  |
|  | Jérôme Haehnel  | Jérôme Haehnel     | Jérôme Haehnel     | 6           | 6           |  |  | Jérôme Haehnel     | Jérôme Haehnel     | Jérôme Haehnel     | 2                | 2                |   |   |              |                    |                    |              |              |  |
|  | Gastón Etlis    | Gastón Etlis       | Gastón Etlis       | 3           | 4           |  |  |                    |                    |                    |                  |                  |   |   |              | Juan Ignacio Chela | Juan Ignacio Chela | 6            | 6            |  |
|  | Mehdi Tahiri    | Mehdi Tahiri       | Mehdi Tahiri       | 7           | 6           |  |  |                    |                    | 7                  | Johan Settergren | Johan Settergren | 0 | 0 |              |                    |                    |              |              |  |
|  | Ruben De Kleijn | Ruben De Kleijn    | Ruben De Kleijn    | 65          | 1           |  |  |                    | Mehdi Tahiri       | 62                 | 6                | 2                |   |   |              |                    |                    |              |              |  |
|  | 7               | Johan Settergren   | Johan Settergren   | 6           | 6           |  |  | 7                  | Johan Settergren   | 7                  | 4                | 6                |   |   |              |                    |                    |              |              |  |
|  |                 | Melle Van Gemerden | Melle Van Gemerden | 4           | 2           |  |  |                    |                    |                    |                  |                  |   |   |              |                    |                    |              |              |  |

### Sezione 2
|  | Primo turno      | Primo turno            | Primo turno            | Primo turno | Primo turno |  |  | Secondo turno | Secondo turno          | Secondo turno          | Secondo turno          | Secondo turno          |   |   | Ultimo turno | Ultimo turno | Ultimo turno | Ultimo turno | Ultimo turno |  |
|  |                  |                        |                        |             |             |  |  |               |                        |                        |                        |                        |   |   |              |              |              |              |              |  |
|  | 2                | Irakli Labadze         | Irakli Labadze         | 6           | 6           |  |  |               |                        |                        |                        |                        |   |   |              |              |              |              |              |  |
|  |                  | Bobbie Altelaar        | Bobbie Altelaar        | 1           | 2           |  |  | 2             | Irakli Labadze         | 4                      | 7                      | 3                      |   |   |              |              |              |              |              |  |
|  | Mariano Hood     | Mariano Hood           | Mariano Hood           | 6           | 6           |  |  |               | Mariano Hood           | 6                      | 5                      | 6                      |   |   |              |              |              |              |              |  |
|  | Sebastián Prieto | Sebastián Prieto       | Sebastián Prieto       | 0           | 0           |  |  |               |                        |                        |                        |                        |   |   |              | Mariano Hood | Mariano Hood | 5            | 1r           |  |
|  | Enzo Artoni      | Enzo Artoni            | Enzo Artoni            | 6           | 7           |  |  |               |                        | 6                      | Dennis van Scheppingen | Dennis van Scheppingen | 7 | 2 |              |              |              |              |              |  |
|  | Ivan Beros       | Ivan Beros             | Ivan Beros             | 2           | 62          |  |  |               | Enzo Artoni            | Enzo Artoni            | 1                      | 2                      |   |   |              |              |              |              |              |  |
|  | 6                | Dennis van Scheppingen | Dennis van Scheppingen | 7           | 6           |  |  | 6             | Dennis van Scheppingen | Dennis van Scheppingen | 6                      | 6                      |   |   |              |              |              |              |              |  |
|  |                  | Éric Prodon            | Éric Prodon            | 5           | 3           |  |  |               |                        |                        |                        |                        |   |   |              |              |              |              |              |  |

### Sezione 3
|  | Primo turno          | Primo turno          | Primo turno          | Primo turno | Primo turno |  |  | Secondo turno | Secondo turno        | Secondo turno        | Secondo turno        | Secondo turno        |   |   | Ultimo turno | Ultimo turno       | Ultimo turno       | Ultimo turno | Ultimo turno |  |
|  |                      |                      |                      |             |             |  |  |               |                      |                      |                      |                      |   |   |              |                    |                    |              |              |  |
|  | 3                    | Juan Antonio Marín   | 4                    | 6           | 6           |  |  |               |                      |                      |                      |                      |   |   |              |                    |                    |              |              |  |
|  |                      | Dmitri Vlasov        | 6                    | 2           | 2           |  |  | 3             | Juan Antonio Marín   | Juan Antonio Marín   | 6                    | 6                    |   |   |              |                    |                    |              |              |  |
|  | Timo Fleischfresser  | Timo Fleischfresser  | 2                    | 6           | 6           |  |  |               | Timo Fleischfresser  | Timo Fleischfresser  | 0                    | 3                    |   |   |              |                    |                    |              |              |  |
|  | Kepler Orellana      | Kepler Orellana      | 6                    | 3           | 3           |  |  |               |                      |                      |                      |                      |   |   | 3            | Juan Antonio Marín | Juan Antonio Marín | 6            | 6            |  |
|  | Melvyn Op Der Heijde | Melvyn Op Der Heijde | Melvyn Op Der Heijde | 6           | 6           |  |  |               |                      |                      | Melvyn Op Der Heijde | Melvyn Op Der Heijde | 4 | 4 |              |                    |                    |              |              |  |
|  | Gustavo Marcaccio    | Gustavo Marcaccio    | Gustavo Marcaccio    | 2           | 1           |  |  |               | Melvyn Op Der Heijde | Melvyn Op Der Heijde | 6                    | 7                    |   |   |              |                    |                    |              |              |  |
|  | 5                    | Fernando González    | 6                    | 64          | 6           |  |  | 5             | Fernando González    | Fernando González    | 2                    | 63                   |   |   |              |                    |                    |              |              |  |
|  |                      | Fred Hemmes          | 3                    | 7           | 3           |  |  |               |                      |                      |                      |                      |   |   |              |                    |                    |              |              |  |

### Sezione 4
|  | Primo turno     | Primo turno      | Primo turno      | Primo turno | Primo turno |  |  | Secondo turno   | Secondo turno    | Secondo turno | Secondo turno    | Secondo turno    |   |   | Ultimo turno | Ultimo turno  | Ultimo turno  | Ultimo turno | Ultimo turno |  |
|  |                 |                  |                  |             |             |  |  |                 |                  |               |                  |                  |   |   |              |               |               |              |              |  |
|  |                 | Olivier Mutis    | Olivier Mutis    | 7           | 6           |  |  |                 |                  |               |                  |                  |   |   |              |               |               |              |              |  |
|  | 4               | Hugo Armando     | Hugo Armando     | 5           | 2           |  |  | Olivier Mutis   | Olivier Mutis    | 1             | 6                | 7                |   |   |              |               |               |              |              |  |
|  | Jarkko Nieminen | Jarkko Nieminen  | Jarkko Nieminen  | 6           | 6           |  |  | Jarkko Nieminen | Jarkko Nieminen  | 6             | 1                | 5                |   |   |              |               |               |              |              |  |
|  | Julien Varlet   | Julien Varlet    | Julien Varlet    | 2           | 4           |  |  |                 |                  |               |                  |                  |   |   |              | Olivier Mutis | Olivier Mutis | 6            | 6            |  |
|  | Todor Enev      | Todor Enev       | 6                | 4           | 7           |  |  |                 |                  | 8             | Martín Rodríguez | Martín Rodríguez | 3 | 2 |              |               |               |              |              |  |
|  | Paul Logtens    | Paul Logtens     | 3                | 6           | 5           |  |  |                 | Todor Enev       | 6             | 2                | 4                |   |   |              |               |               |              |              |  |
|  | 8               | Martín Rodríguez | Martín Rodríguez | 6           | 6           |  |  | 8               | Martín Rodríguez | 4             | 6                | 6                |   |   |              |               |               |              |              |  |
|  |                 | Luis Morejon     | Luis Morejon     | 2           | 1           |  |  |                 |                  |               |                  |                  |   |   |              |               |               |              |              |  |